# Sandra Schmirler
Sandra Schmirler, född den 11 juni 1963 i Biggar, Kanada, död 2 mars 2000 i Regina, Kanada, var en kanadensisk curlingspelare.
Hon tog OS-guld i damernas curlingturnering i samband med de olympiska curlingtävlingarna 1998 i Nagano.